# 弗朗索瓦·德·克雷基
弗朗索瓦·德·克雷基騎士，马里内侯爵（François, chevalier de Créquy and marquis de Marines，1625年—1687年）法国元帅。路易十四時代遺產繼承戰爭(1667∼1668)和法荷戰爭(1672∼1678)中戰功卓著的指揮官之一。
他出生在军事家族克雷基家族，克雷基家族可以追溯到10世纪。少年時代參加三十年战争，26歲時以戰功晉升旅長，不到30歲就成為中將司令。在第二次投石黨運動中，他由於忠於宮廷而博得路易十四的青睞。1668年，在路易十四包圍里耳期間，他指挥掩护陆军，里耳投降后国王奖励他元帅军街，1670年，他侵占洛林公国领地。
在他的老司令蒂雷納子爵被授與法國大元帥之后不久，所有元帅都处于他的命令下。许多元帅不满，尤其克雷基宁愿流亡在外，也不愿听从蒂雷纳指挥。蒂雷纳死后和孔代亲王退休后，他成了军队中最重要的将官。但他过度自信在Conzer Bruck遭到严重挫败，并交出特里尔和之后囚禁自己。但在后来的法荷战争中，他指挥大胆而成功，继承了蒂雷纳和孔代的传统，1687年2月3日他逝世于巴黎。
- 本条目包含来自公有领域出版物的文本: Chisholm, Hugh (编).  (第11版). London: Cambridge University Press. 1911.